# 雅各布·穆伦加
雅各布·穆伦加（Jacob Mulenga，1984年2月12日—），是一名赞比亚职业足球运动员，司职前锋。

## 俱乐部生涯
2004年，穆伦加加盟法国足球乙级联赛球队沙托鲁。2007年，他被租借到法甲球队斯特拉斯堡一个赛季。2009年，他转会到荷兰足球甲级联赛的烏德勒支。在荷兰踢球期间，穆伦加以他的速度和力量为人所熟知，他为乌德勒支出场93次打进37球。2014年夏季，他加盟土耳其甲级联赛球队阿达纳。2015年1月17日，穆伦加加盟中国足球超级联赛升班马石家庄永昌。

## 国家队生涯
穆伦加在2004年首次入选赞比亚国家足球队。他先后参加了2008年，2010年和2013年非洲國家盃，但却因大腿伤势错过了赞比亚夺冠的2012年非洲國家盃。